# Полесский сельсовет (Светлогорский район)
Полесский сельсовет (белор. Палескі сельсавет) — упразднённая административная единица на территории Светлогорского района Гомельской области Республики Беларусь.

## История
Образован 20 августа 1924 года как Кобыльщанский сельсовет в составе Озаричского района Мозырского округа Белорусской ССР. Центр — деревня Кобыльщина (ныне Полесье).
16 декабря 2009 года Полесский сельсовет упразднён. Населённые пункты — деревни Великий Бор, Дуброва, Заречье, Мартыновка, Притыка, Теребулин, Язвин включены в состав Николаевского сельсовета. Населённые пункты — деревни Виша, Вьюнищи, Мыслов Рог, Меховщина, Полесье включены в состав Давыдовского сельсовета.

## Состав
Полесский сельсовет включал 12 населённых пунктов,
- Великий Бор — деревня
- Виша — деревня
- Вьюнищи — деревня
- Дуброва — деревня
- Заречье — деревня
- Мартыновка — деревня
- Меховщина — деревня
- Мыслов Рог — деревня
- Полесье — деревня
- Притыка — деревня
- Теребулины — деревня
- Язвин — деревня